# Sculptura therondi
Sculptura therondi är en skalbaggsart som beskrevs av Vienna 1985. Sculptura therondi ingår i släktet Sculptura och familjen stumpbaggar. Inga underarter finns listade i Catalogue of Life.